# Bristol Type 146
El Bristol Type 146 fue un prototipo de monoplano de caza monoplaza con ocho ametralladoras británico, construido según un contrato del Ministerio del Aire, a mediados de la década de 1930. Propulsado por un motor radial, fue superado por los cazas con motor Merlin y solo se construyó un ejemplar.

## Diseño y desarrollo
El Bristol 146 fue construido por Bristol Aircraft según un encargo del Ministerio del Aire por un prototipo de caza monoplaza con ocho ametralladoras que cubría la especificación F.5/34 del Ministerio del Aire, emitida en 1934. La especificación exigía además un motor refrigerado por aire para uso en el extranjero. El Type 146 incorporaba la experiencia de los monoplanos con revestimiento metálico que Bristol había adquirido con el anterior Type 133, pero era bastante diferente en detalle.
El Type 146 era un monoplano cantilever de ala baja con alas trapezoidales con un diedro moderado en las secciones externas. Las alas estaban revestidas de aluminio y sólo los alerones y las superficies de control de la cola estaban recubiertos de tela. Los dos juegos de cuatro ametralladoras Browning de 7,7 mm estaban alojados en las secciones exteriores del ala. El tren de aterrizaje estaba montado aproximadamente a mitad de la sección central y se retraía limpiamente hacia el interior del ala; la rueda de cola también era completamente retráctil. A diferencia del Type 133, el fuselaje era una estructura monocasco. La cabina estaba cerrada con una cubierta deslizante de una sola pieza.
El Type 146 fue diseñado para ser propulsado por un motor radial de válvulas de camisa Bristol Perseus sobrealimentado, pero este no estaba listo y se utilizó en su lugar el Mercury IX, más antiguo y de menor potencia.

### Pruebas
El Type 146, matriculado K5119, voló por primera vez el 11 de febrero de 1938, en manos de Cyril Uwins, y fue probado en vuelo satisfactoriamente antes de ser evaluado según la especificación F.5/34 por el Aeroplane and Armament Experimental Establishment en RAF Martlesham Heath, en abril de 1938. Sus competidores eran el Gloster F.5/34, el Martin-Baker M.B.2 y el Vickers Venom.
Aunque el Type 146 cumplió con las especificaciones, ni éste ni ninguno de los otros diseños competidores fueron puestos en producción. La RAF creía que el futuro del diseño de los cazas británicos estaba en los nuevos aviones con motor Rolls-Royce Merlin (Especificación F.36/34), que tenían más potencia y una aerodinámica más limpia. El segundo prototipo del Type 146 fue cancelado, mientras que el K5119 continuó volando.
El 28 de mayo de 1938, después de una exhibición del Empire Air Day en el aeródromo de Filton, el único Type 146 chocó contra una "pieza de exhibición" mientras rodaba y sufrió daños que no eran económicamente reparables. Fue el último caza monomotor construido por Bristol.

## Especificaciones
Referencia datos: BarnesBarnes, 1970, p. 266

### Características generales
- Tripulación: Uno (piloto)
- Longitud: 8,2 m (27 ft)
- Envergadura: 11,9 m (39 ft)
- Altura: 3,2 m (10,3 ft)
- Superficie alar: 20,4 m² (220 ft²)
- Peso vacío: 1490 kg (3284 lb)
- Peso cargado: 2087 kg (4599,7 lb)
- Planta motriz: 1× motor radial de 9 cilindros refrigerado por aire Bristol Mercury IX.
  - Potencia: 626 kW (863 HP; 851 CV)
- Hélices: Tripala de paso variable

### Rendimiento
- Velocidad máxima operativa (Vno): 462 km/h (287 MPH; 249 kt)
- Techo de vuelo: 11 613 m (38 100 ft)

### Armamento
- Ametralladoras: 

  - 8x Browning de 7,7 mm en las alas

## Aeronaves relacionadas

### Secuencias de designación
- Secuencia Numérica (interna de Bristol): ← 142/142M - 143 - 144 - 146 - 148 - 149 - 152 →